# Alena Waltschezkaja
Alena Uladsimirauna Waltschezkaja (belarussisch Алена Уладзіміраўна Валчэцкая; * 4. Dezember 1944 in Hrodna, Sowjetunion) ist eine ehemalige belarussische Kunstturnerin.

## Karriere
Waltschezkaja gewann bei den Olympischen Spielen 1964 in Tokio Gold mit der sowjetischen Mannschaft im Mannschaftsmehrkampf. Im Einzelmehrkampf belegte sie den achten Platz, zudem erreichte sie im Sprungfinale Rang fünf. In den Jahren 1960, 1961, 1962 und 1965 wurde sie sowjetische Meisterin im Sprung, außerdem gewann sie 1963 und 1964 die nationalen Titel am Schwebebalken.
1965 schloss sie ihr Studium an der Staatlichen Janka-Kupala-Universität Hrodna ab, wo sie später auch als Dozentin am Institut für Theorie und Methodik der Körperkultur tätig war. 1966 heiratete sie und bekam im folgenden Jahr ein Kind, weshalb sie ihre aktive Karriere beendete.
Nach ihrer sportlichen Laufbahn arbeitete sie als Trainerin, unter anderem betreute sie Olga Korbut. Zwischen 1998 und 2006 war sie als Trainerin in Minneapolis tätig.
Für ihre Verdienste wurde Waltschezkaja 1971 zur Verdienten Meisterin des Sports der UdSSR ernannt. Außerdem ist sie Trägerin des Titels Verdiente Trainerin der BSSR. 2008 erhielt sie die Ehrenbürgerschaft der Stadt Hrodna.